# Воронежская окружная автомобильная дорога
Окружная автодорога — полукольцевая автодорога, построенная в обход Коминтерновского и Советского районов Воронежа, соединяющая направления Воронеж — Москва (М4) и Воронеж — Курск (А144). Длина 12,5 км. На всей протяжённости проходит в городской черте.

## Общие сведения
Ширина дороги от 16 метров (4 полосы) до 30 м (6 полос). Имеет три разных по исполнению участка: северный (севернее развязки с ул. 9 января, Коминтерновский район), центральный (от развязки с ул. 9 Января до Юго-Западного кладбища, Советский район) и южный (южнее Юго-Западного кладбища, Советский район). Северный участок проходит по улице Антонова-Овсеенко, не имеет разделительного барьера, все перекрёстки улиц выполнены в одноуровневом исполнении и имеет 6 полос для движения. Центральный участок имеет 4 полосы без разделительного барьера. Южный участок проходит по улице Героев Сибиряков и на большей части имеет 6 полос и разделительный барьер.
Утром и вечером дорога часто бывает перегружена на центральном участке из-за большого потока транспорта из Северного в Юго-Западный и наоборот. Имеет выходы к микрорайонам Воронежа Подгорное, Придонской, Подклетное. На пересечениях с улицами Бульвар Победы, Генерала Лизюкова, Хользунова, 45-й Стрелковой Дивизии, 9 Января, Холмистая имеется светофорное регулирование. Заканчивается транспортной развязкой с проспектом Патриотов.

## Реконструкции
Ко дню 425-летия города Воронежа северный участок окружной в июле 2011 года начали расширять до 6-рядного. Торжественная сдача его в эксплуатацию произошла 15 ноября 2013 года.

## Перспектива
По генеральному плану Воронежа планируется закольцевать дорогу. Так, в южной части за Юго-Западным рынком трасса (длиной около 15 км) пройдет в том числе по новому Южному мосту, который соединит дорогу с обходом города Воронежа на улице Ильюшина. В северной части дорога должна быть соединена с Отроженскими железнодорожными мостами через Воронежское водохранилище, параллельно которым должно быть пущено автомобильное движение в Отрожку и далее на обход города на трассе «Дон» (улица Изыскателей). Длина второго участка составит около 10 км. Развязки в двух направлениях уже построены, однако оба участка являются проблемными в плане строительства, так как должны пройти поблизости аэродрома Балтимор и памятника природы «Старовозрастные дубравы» соответственно.